# Claude Fleury
Claude Fleury (París, 6 de diciembre de 1640-París, 14 de julio de 1723) fue un eclesiástico cisterciense, historiador de la Iglesia y abogado francés, preceptor de los nietos de Luis XIV e hijos de Luis XV, confesor también de este último, y famoso por su Historia de la Iglesia y su Catecismo.

## Biografía
Hijo de un abogado, se educó el famoso Colegio de Clermont, así denominado por sus alumnos jesuitas, después bautizado como Liceo Louis-le-Grand, y se convirtió asimismo en abogado en el Parlamento de París en 1658. A continuación, estudió teología y se hizo abad de la orden cisterciense en 1667. Protegido por Bossuet, se convirtió en tutor de los príncipes de Conti en 1672. Luis XIV lo nombró entonces tutor de su hijo natural, el conde de Vermandois, cargo que ocupó hasta el fallecimiento de este en 1683. Como muestra de gratitud, le concedió el beneficio de la abadía de Loc-Dieu, situada en la diócesis de Rodez.
En 1689 se convirtió en tutor de los duques de Borgoña, Anjou y Berry, nietos de Luis XIV, cuyo preceptor había sido el severo François Fénelon. Fue elegido miembro de la Academia Francesa el 2 de julio de 1696 sustituyendo a La Bruyère. Luis XV le otorgó el priorato d' Argenteuil en 1706 y lo nombró su confesor en 1716. 
Su obra principal, elaborada durante treinta años, fue una Histoire ecclésiastique ("Historia eclesiástica") que apareció por vez primera en 1691 en 20 volúmenes. Alcanzó muchas ediciones y se tradujo al latín, alemán e italiano. Mereció los elogios de Voltaire y Jean-François de La Harpe. Abarca un período comprendido entre el establecimiento del cristianismo y en 1414; más tarde se completó en una edición en 36 volúmenes que llega hasta 1595. Muchas de sus otras obras también fueron reimpresas a menudo, pero la certeza de que Roma consideraba al autor contaminado de jansenismo hizo que muchas de ellas fueran a parar al Índice de Libros Prohibidos por la Iglesia, incluido su popularísimo Catecismo.
Voltaire dijo de él que "vivió en la Corte consagrado al trabajo y a la soledad. Su Historia de la Iglesia es la mejor que se haya hecho jamás, y sus discursos preliminares están muy por encima de esa Historia: son casi los de un filósofo, pero la historia no tiene nada de eso."

## Obras principales
- Histoire du droit français (1674)
- Catéchisme historique, contenant en abrégé l'histoire sainte et la doctrine chrétienne (1679). Obra puesta en el Index librorum prohibitorum.
- Les Mœurs des Israelites (1681)
- Les Mœurs des Chrétiens (1682)
- La Vie de la vénérable mère Marguerite d'Arbouze (1684)
- Traité du choix et de la méthode des études (2 vols., 1686)
- Institution du droit ecclésiastique (1687). Obra puesta en el Índice.
- Les Devoirs des maîtres et des domestiques (1688)
- Histoire ecclésiastique, précédée du Discours sur cette histoire (20 vol., 1691)
- Histoire ecclésiastique, pour servir de continuation à celle de M. l'abbé Fleury (36 vols., 1691-1738). Continuada por Jean-Claude Fabre (1668-1753) y Claude-Pierre Goujet.
- Neuvième discours de M. l'abbé Fleury, sur les libertés de l'Église gallicane (1725). Obra puesta en el Índice.
- Maximes et libertés gallicanes, rassemblées et mises en ordre, avec leurs preuves. Mémoire sur les libertés de l'Église gallicane, trouvé parmi les papiers d'un grand prince (1755)
- Table générale des matières contenues dans les XXXVI volumes de l'Histoire ecclésiastique de M. Fleury et du P. Fabre (1758)
- Droit public de France, ouvrage posthume de M. l'abbé Fleury, composé pour l'éducation des princes (1769)
- Le Soldat chrétien, ouvrage posthume de M. l'abbé Fleury (1772)
- Opuscules (5 vols., 1780-81)
- Nouveaux Opuscules (1807)
- Œuvres de l'abbé Fleury, contenant: Traité du choix et de la méthode des études. Mœurs des Israélites et des chrétiens, Discours sur l'histoire ecclésiastique, Grand catéchisme historique, Histoire du droit français, etc., pour faire suite aux œuvres de Fénelon: précédées d'un Essai sur la vie et les ouvrages de l'abbé Fleury (1837)
- Écrits de jeunesse : tradition humaniste et liberté de l'esprit, Champion, Paris, 2003.